# Augustiner-Chorherrenstift Proßnitz

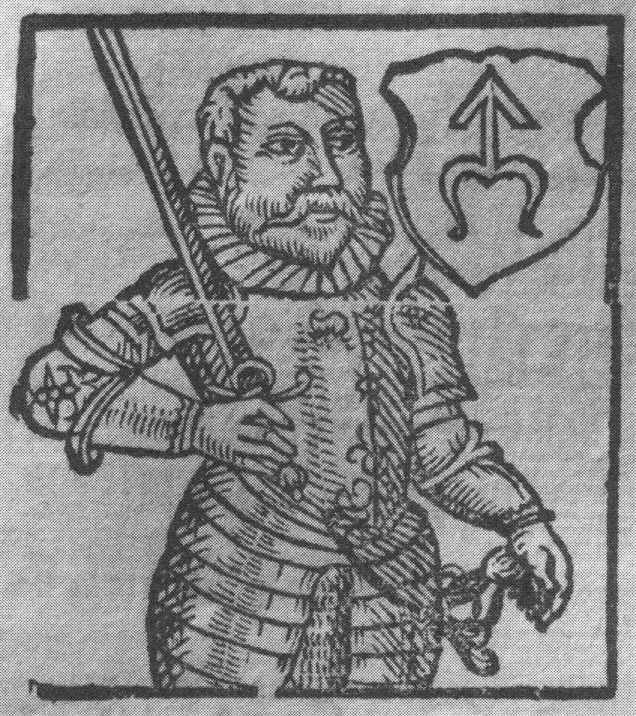
Peter von Krawarn und Plumenau

Das ehemalige Augustiner-Chorherrenstift Proßnitz (tschechisch Augustiniánský klášter v Prostějově; lateinisch Conventus S. Augustini Regularium in Prostayns) im mährischen Prostějov wurde im Jahre 1391 gegründet. Es gehörte zum Bistum Olmütz im Olmützer Kreis.

## Geschichte
Das Städtchen «Prosteys» gehörte seit 1372 dem mährischen Adelsgeschlecht der Herren von Krawarn. 1391 gründete der Oberste Kämmerer von Olmütz, Peter (I.) von Krawarn († 1411) am Areal der heutigen Kreuzkirche in Proßnitz ein Augustiner-Chorherrenstift. Die Gründungsurkunde wurde vom Olmützer Bischof Nikolaus von Riesenburg genehmigt und zugleich mit der Bestimmung verbunden, dass im Stift zwölf Kanoniker (einschließlich des Propstes) nach den Regeln des Mutterstifts Raudnitz leben sollten; zudem sollten sie durch beide Elternteile Tschechen sein. Die bisherige Pfarrkirche St. Peter wurde zur Stiftskirche mit dem Patrozinium „Mariä Heimsuchung“ umgewidmet. Zugleich wurde eine Stiftsschule eingerichtet, an der die Artes liberales sowie Liturgische Musik und das Abschreiben von Handschriften gelehrt wurden. 
In den Hussitenkriegen wurde das Stift 1430 zerstört. Danach beschlagnahmten die Brüder Krawarn den gesamten Stiftsbesitz. Die Kanoniker waren wegen der drohenden Gefahr schon vorher in die Bischofsstadt Olmütz geflohen. 1434 bildeten sie dort mit den aus Landskron geflohenen Chorherren in der Vorstadt einen eigenen Konvent. Diesem übertrug der Olmützer Administrator Johann Filipec die von ihm gegründete Allerheiligenkapelle, die danach als „Allerheiligenstift“ bekannt wurde.
Nach Proßnitz konnten die Kanoniker nicht zurückkehren, weil sich die Brüder Krawarn weigerten, den Stiftsbesitz herauszugeben. 1454 ließen sich auf dem von den Hussiten zerstörten Stiftsareal Juden nieder, die aus Olmütz vertrieben wurden. 

## Pröpste (nicht vollständig)
- in Proßnitz
  - Johann I. (1405)
  - Jakob I. (1406–1412)
- in Olmütz
  - Nikolaus (1434)
  - Sigmund I. (1437, 1444, 1451)
  - Adam (1459)
  - Sigmund II. (1466)
  - Wenzel de Cracovia (1480, 1486)
  - Jakob II. Wysnar (1486)
  - Johann II. Administrator (1505); gestorben 1540 als Pfarrer von Olschan